# Rodrigo Sebastián Vázquez
Rodrigo Sebastián Vázquez (San Ramón, Canelones, 30 de noviembre de 1980) es un exfutbolista uruguayo que jugaba como mediocampista.
Se retiró en Rentistas en la Segunda División Profesional de Uruguay en el año 2018. 
Debutó en la selección mayor de Uruguay en un partido amistoso con México el 26 de octubre de 2005, bajo la dirección de Jorge Fossati. El partido fue ganado por México 3 a 1. Vázquez sustituyó a Martín Ligüera en el minuto 46.

## Clubes
| Club                        | País      | Año       |
| --------------------------- | --------- | --------- |
| Liverpool                   | Uruguay   | 2003-2004 |
| Nacional                    | Uruguay   | 2005-2006 |
| Estudiantes                 | Argentina | 2007      |
| Chernomorets Odessa         | Ucrania   | 2007-2008 |
| Liverpool (cedido)          | Uruguay   | 2009      |
| Chernomorets Odessa         | Ucrania   | 2009      |
| Beitar                      | Israel    | 2010      |
| Danubio                     | Uruguay   | 2010      |
| Hangzhou Greentown (cedido) | China     | 2011      |
| Danubio                     | Uruguay   | 2011      |
| Cerro Largo                 | Uruguay   | 2012      |
| Peñarol                     | Uruguay   | 2012-2013 |
| Club Atlético Rentistas     | Uruguay   | 2013-2014 |
| Sol de América              | Paraguay  | 2014-2015 |
| Cerro Largo                 | Uruguay   | 2015      |
| Rentistas                   | Uruguay   | 2015-2016 |

## Palmarés
| Título              | Club     | País    | Año     |
| ------------------- | -------- | ------- | ------- |
| Campeonato Uruguayo | Nacional | Uruguay | 2005    |
| Campeonato Uruguayo | Nacional | Uruguay | 2005-06 |
| Torneo Clausura     | Nacional | Uruguay | 2006    |
| Torneo Apertura     | Peñarol  | Uruguay | 2012    |
| Campeonato Uruguayo | Peñarol  | Uruguay | 2012-13 |